# Theodor von Heuglin
Theodor von Heuglin, född 20 mars 1824, död 5 november 1876, var en tysk zoolog och forskningsresande.
Heuglin genomförde 1850-61 och 1875 forskningsresor i dåvarande Arabien, Ostsudan, kustländerna kring Röda havet och Somaliland samt 1870-71 på Spetsbergen och Novaja Zemlja samt skrev bland annat Reise nach Abessinien (1861-62, ny upplaga 1874), Reise in das Gebiet des Weissen Nils (1862-64), Reisen nach dem Nordpolarmeer 1870-71 (3 band, 1872-74), samt Reise in Nordostafrika (2 band, 1877).
Auktorsnamnet Heuglin kan användas för Theodor von Heuglin i samband med ett vetenskapligt namn inom zoologin; se Wikipedia-artiklar som länkar till auktorsnamnet.